# 最上級
| ウィキペディアには「最上級」という見出しの百科事典記事はありません（タイトルに「最上級」を含むページの一覧/「最上級」で始まるページの一覧）。 代わりにウィクショナリーのページ「最上級」が役に立つかもしれません。 |